# Diogo Rangel
Diogo Santos Rangel (San Paolo, 19 agosto 1991) è un calciatore brasiliano naturalizzato est-timorese, difensore del São Bento.